# Ebonit

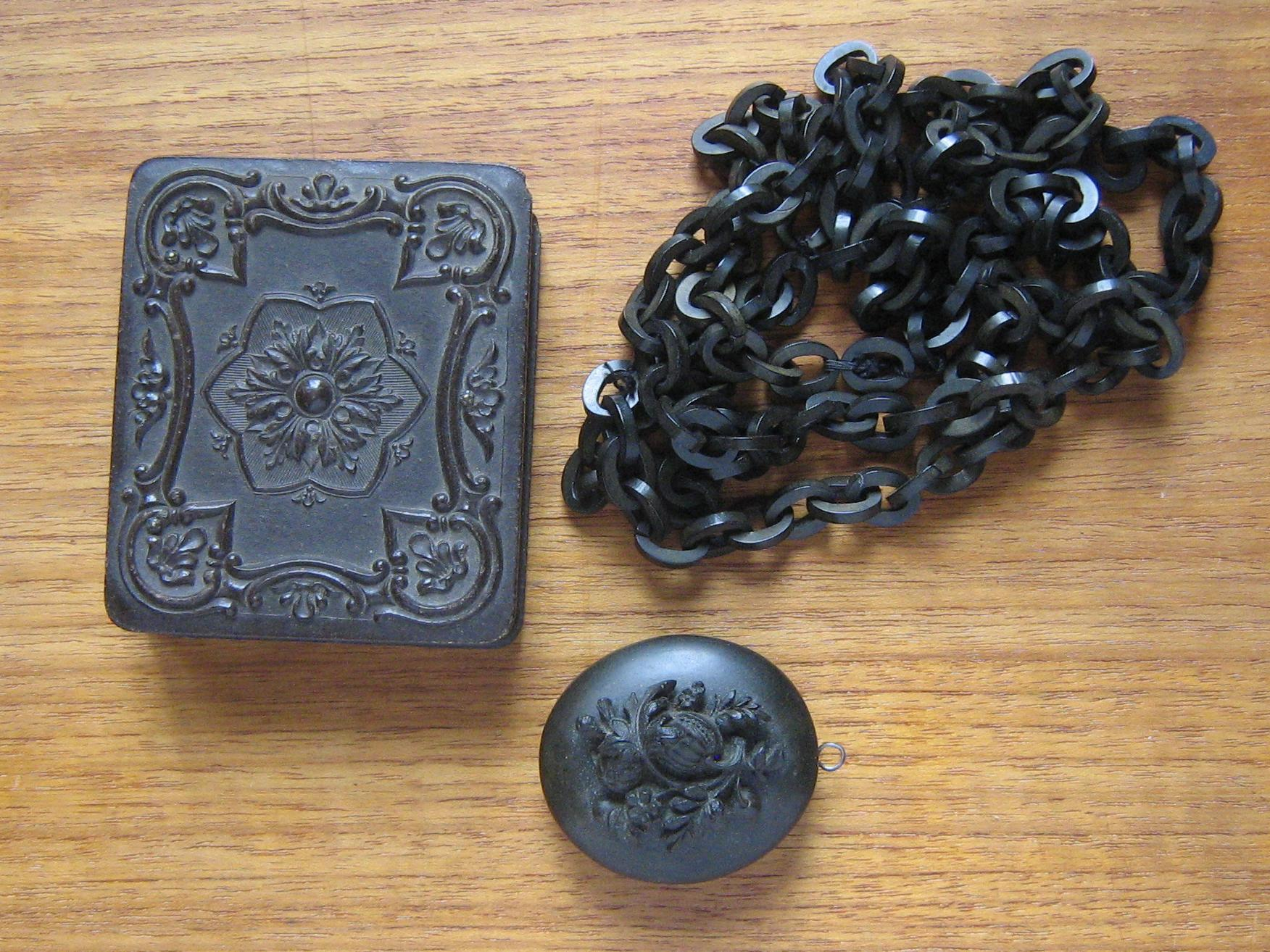
Ebonitból készült tárgyak

1852-ben Charles Goodyear feltalálta a keménygumit, amit a görög ebenosz (έβενος = ébenfa) szóból ebonitnak nevezett el.

## Előállítása
Goodyear úgy állította elő az anyagot, hogy a kaucsukhoz a vulkanizáláshoz szükségesnél több ként adagolt (akár 30%-ot), majd a jól átgyúrt masszát 150°C-ra hevítette. A keménység és rugalmasság fokozására később sellakot is adagolt hozzá.

## Felhasználása
A keménygumi sokféle tárgy előállítására alkalmas, például rögtön felhasználták a távíró vezetékeinek szigetelésére, mert jobb szigetelőnek bizonyult, mint a korábban használt szigetelőanyagok, és ugyanakkor jól ellenállt az időjárás behatásainak.
Az ebonit, ellentétben a normál gumival, forgácsolással megmunkálható, lehet fúrni, esztergálni és fényesre csiszolni.
Mivel nem mérgező és a savakkal szemben is ellenálló, felhasználják orvosi műszerek készítéséhez is.